# Região de Pir Panjal
A região de Pir Panjal (também Vale de Pir Panjal) é uma região localizada na parte sudoeste da cordilheira de Pir Panjal, na divisão de Jammu do território da união de Jammu e Caxemira administrado pela Índia. Este nome refere-se particularmente aos distritos de Poonch e Rajouri .
Os cavaleiros misteriosos, espalhados por pelo menos três sítios isolados na Divisão de Jammu, essas antigas sentinelas de pedra têm confundido arqueólogos e historiadores. No distrito de Ramban, mais de 100 figuras imponentes se erguem da terra, algumas com mais de 2,4 metros de altura, esculpidas com realismo e poder surpreendentes. Cada cavaleiro parece congelado no tempo.  Alguns acreditam que sejam o legado dos Hunos Brancos, também conhecidos como Heftalitas ou Svet Hunas, uma formidável tribo da Ásia Central que governou grandes áreas do norte da Índia entre os séculos V e VII. O temível governante Mihirkula frequentemente entra na história.

## Demografia
Os muçulmanos constituem a maioria nos dois distritos que constituem a região de Pir Panjal. Cerca de 75% da população era muçulmana, de acordo com o censo de 2011, e o restante eram 22,73% hindus e 2,38% sikhs.